# Milton Sander
Milton Sander (Chapecó, 30 de abril de 1943 - Chapecó, 31 de dezembro de 2018) foi um político brasileiro.

## Carreira política
Conhecido como doutor asfalto por ter asfaltado dezenas de kilômetros de estradas nos seus dois mandatos como prefeito de Chapecó, Milton Sander governou a capital do Oeste Catarinense entre 1977 e 1983; e também entre 1989 e 1993. Além do asfalto, Sander teve como trabalhos notáveis nas suas duas gestões a construção do Aeroporto Serafim Bertaso, da Rodoviária de Chapecó e do Hospital Regional do Oeste, local onde faleceu. Ele também foi o responsável pela instalação da estátua O Desbravador, símbolo da cidade. Em 1994, foi candidato a vice-governador na chapa de Ângela Amin, que foi derrotada por Paulo Afonso Vieira. Foi deputado na Assembleia Legislativa de Santa Catarina na 14ª legislatura (1999 — 2003).